# Eisenbahnunfall von Matías Romero
Bei dem Eisenbahnunfall von Matías Romero entgleiste am 21. Oktober 1939 bei Matías Romero im mexikanischen Bundesstaat Oaxaca ein Güterzug, auf dem auch zahlreiche Passagiere mitfuhren. Bei dem Unfall geriet die entzündliche Ladung zweier Kesselwagen in Brand. 40 Menschen starben.